# Tyger Campbell
Pour les articles homonymes, voir Campbell.
Tyger Campbell, né le 9 janvier 2000 à Cedar Rapids, en Iowa, est un joueur américain de basket-ball évoluant au poste de meneur.

## Biographie

### Carrière universitaire
Entre 2019 et 2023, il joue pour les Bruins de l'UCLA à l'université de Californie à Los Angeles.

### Carrière professionnelle
Le 22 juin 2023, automatiquement éligible à la draft 2023 de la NBA, il n'est pas sélectionné.
En juillet 2023, il participe à la NBA Summer League de Las Vegas avec le Magic d'Orlando.

#### Saint-Quentin Basket-Ball (2023-2024)
Le 3 août 2023, il signe avec l'équipe française du Saint-Quentin Basket-Ball. Campbell se blesse à l'épaule en février et manque le reste de la saison.

## Palmarès

### Universitaire
- 3× First-team All-Pac-12 en 2021, 2022, 2023

## Statistiques

### Universitaires
Les statistiques de Tyger Campbell en matchs universitaires sont les suivantes :
| Saison    | Équipe   | Matchs   | Titul.   | Min./m   | % Tir    | % 3pts   | % LF     | Rbds/m.  | Pass/m.  | Int/m.   | Ctr/m.   | Pts/m.   |
| --------- | -------- | -------- | -------- | -------- | -------- | -------- | -------- | -------- | -------- | -------- | -------- | -------- |
| 2018-2019 | UCLA     | Redshirt | Redshirt | Redshirt | Redshirt | Redshirt | Redshirt | Redshirt | Redshirt | Redshirt | Redshirt | Redshirt |
| 2019-2020 | UCLA     | 31       | 31       | 29,9     | 35,8     | 26,7     | 67,4     | 2,39     | 5,03     | 0,84     | 0,00     | 8,26     |
| 2020-2021 | UCLA     | 32       | 32       | 33,7     | 42,9     | 25,0     | 77,2     | 2,06     | 5,38     | 1,06     | 0,03     | 10,41    |
| 2021-2022 | UCLA     | 33       | 33       | 32,3     | 44,4     | 41,0     | 83,8     | 2,48     | 4,27     | 1,03     | 0,12     | 11,91    |
| 2022-2023 | UCLA     | 37       | 37       | 32,1     | 37,8     | 33,8     | 85,6     | 2,59     | 5,03     | 1,24     | 0,00     | 13,41    |
| Carrière  | Carrière | 133      | 133      | 32,0     | 40,2     | 32,9     | 79,1     | 2,39     | 4,92     | 1,05     | 0,04     | 11,11    |